# Паскарелла, Иньяцио
Иньяцио Паскарелла (итал. Ignazio Pascarella; 8 июня 1877, Неаполь — 28 августа 1918, Неаполь) — итальянский скрипач.
Окончил неаполитанскую консерваторию Сан-Пьетро-а-Майелла (1898), ученик Анджело Ферни; ещё студентом начал играть вторую скрипку в струнном квартете своего учителя, действовавшем до 1904 г. (на виолончели играл Стефано Джарда, как пианист к коллективу нередко присоединялся Джузеппе Мартуччи). С 1906 г. играл вторую скрипку в квартете Гаэтано Фузеллы (нередко вместе с пианистом Алессандро Лонго), в начале 1910-х гг. в квартете Винченцо Кантани занял пульт альта. Выступал также в составе фортепианного трио вместе с братьями Эдоардо и Эмилио Анатра. Преподавал в консерватории Сан-Пьетро-а-Майелла с момента её окончания.
Трое сыновей Паскареллы, Энцо, Карло и Чезаре, стали профессиональными музыкантами.
Умер во время эпидемии гриппа.